# اینا می گسکین
اینا می گسکین (انگلیسی: Ina May Gaskin؛ زادهٔ ۸ مارس ۱۹۴۰) یک ماما اهل ایالات متحده آمریکا است.
او را «مادر مامایی صحیح و معتبر» نام نهاده‌اند.
در سال ۱۹۷۱ میلادی او و همسرش در سامرتاون، تنسی مرکزی به نام «فارم» بنیان نهادند که به همراه سایر ماماها «مرکز مامایی فارم» را به وجود آورد و تبدیل به یکی از نخستین زایشگاه‌های خارج بیمارستانی ایالات متحده آمریکا شد.
او نخستین بار در آمریکا از مانوری برای رفع «گیرافتادگی شانهٔ نوزاد در کانال زایمانی» استفاده کرد که یکی از عوامل مرگ پیرازایشی بود.
وی همچنین برندهٔ جوایزی همچون جایزه نوبل آلترناتیو شده‌است.